# Andrea Marcela Cristina
Andrea Marcela Cristina (Comodoro Rivadavia, 1 de abril de 1989) es una contadora y política argentina, Senadora de la Nación Argentina desde 2023.

## Biografía
Nacida en Comodoro Rivadavia, Chubut, Cristina es contadora pública y Licenciada en Administración egresada de la Universidad Nacional de la Patagonia San Juan Bosco. Es miembro de la agrupación política Juventud del Pro donde participa en la comisión Legislativa de la agrupación desde el año 2020.
El 7 de diciembre de 2023, juró como Senadora de la Nación Argentina por la Provincia del Chubut en reemplazo de Ignacio Agustín Torres, quien asumió como Gobernador de la provincia del Chubut. Con 34 años, fue en su momento la más joven de la cámara.